# Néstor Lescovich
Néstor Eduardo Lescovich fue un director de cine argentino que nació en Buenos Aires, Argentina, el 14 de octubre de 1944 y falleció en la misma ciudad el 2 de noviembre de 2008.

## Actividad profesional
Inicialmente dedicado a la actividad publicitaria, debutó en cine en 1970, con el cortometraje Juan García, que al año siguiente fue galardonado con el primer premio en el Festival de Cine de Belgrado. 
Aproximadamente entre 1970 y 1974, un pequeño grupo de amigos, que ellos mismos denominaron Underground con un interés común: por una manera distinta de ver el cine y de asumirlo radicalmente que los diferenciaban tanto de la industria tradicional como de los otros grupos contemporáneos. Además de Lescovich, estaban allí, entre otros, Edgardo Cozarinsky, Rafael Filippelli, Hugo Gil, Bebe Kamin, Edgardo Kleinman, Miguel Bejo y Julio Ludueña. Sobre esa época Bejo repetía una frase de Filippelli acerca de las películas que les gustaban: ‘Si eso es cine entonces lo que nosotros hacemos debe ser otra cosa’ y agrega:

"Hay tantas cosas en las que creíamos y que están definitivamente enterradas que me faltan las referencias para situar (sus) películas –y otras de mis amigos de entonces– como tales. Pero, en fin, esos objetos están fotografiados en una gelatina de bromuro de plata sobre un soporte de celuloide que pasa la velocidad de 24 imágenes por segundo en un proyector: entonces, digamos que son películas cinematográficas. Por el resto, confieso que desde hoy y aquí me cuesta hablar de aquella época sin preguntarme si no habré imaginado todo aquello”.

En 1974 estrenó Ceremonias, una cálida historia de cine experimental, sin actores profesionales, en su momento un título de culto. Luego de varios años dedicado a tareas comerciales, volvió en 1980 con Mis días con Verónica, su obra más importante, con bastante respuesta del público gracias a figuras como Dora Baret, Lito Cruz y Susú Pecoraro.
Entre 1980 y 2004 se dedicó, al margen de su vínculo con la producción cinematográfica, a la realización de cortos publicitarios para Argentina, Uruguay, Chile, Ecuador y Perú, país este último en el cual en 1997 montó su propia productora. Además, entre 1995 y 1998 fue profesor titular de la Cátedra de Realización 3 de la Carrera de Diseño de Imagen y Sonido en la Universidad de Buenos Aires y también se desempeñó en esa época como profesor titular de la Cátedra de Dirección de Actores de la Universidad del Cine (FUC). En 2005 representó a su país ante la OIT en Ginebra, Suiza cuando se trataron temas relacionados con la identidad cultural y al tiempo de fallecer era Presidente de la Asociación Argentina de Directores de Cine.
En 1995 estrenó el policial Sin opción (1994), con Federico Luppi y Ulises Dumont, con menos repercusión de público y crítica. En Lima, Perú, donde se había instalado para producción de cine, filmó Corazón voyeur, estrenada en 2005, con la participación de populares figuras de la televisión limeña, que tuvo una respetable aceptación en boleterías y que Lescovich nunca pudo estrenar en la Argentina, como soñaba.
De regreso en su país filmó Lisboa (2003), con una perturbadora Belén Blanco frente a un conflictuado Carlos Moreno, estrenada en mal momento y con críticas divididas, en tanto su última película Yo te recuerdo ahora, filmada en 2007 en San Luis, fue un débil reflejo de sus primeras obras.
Néstor Lescovich falleció a raíz de un paro cardíaco, mientras estaba en compañía de su esposa Patricia, de nacionalidad peruana, el 2 de noviembre de 2008.

## Filmografía
Director
- Yo la recuerdo ahora (2007)
- Corazón voyeur (2005)
- Lisboa (2004)
- Sin opción (1995)
- Mis días con Verónica (1980)
- Ceremonias (1974)
- Luis García (1970) (cortometraje)

Guionista
- Yo la recuerdo ahora (2007)
- Lisboa (2004)
- Sin opción (1995)
- Ceremonias (1974)

Productor
- Sin opción (1995)
- Corazón voyeur (2005)

Argumentista
- Corazón voyeur (2005)